# Hervormde kerk (Aurich)
De Hervormde kerk van Aurich is een kerkgebouw in Aurich in Duitsland. Het is de enige neoklassieke centraalbouw in Oost-Friesland.
Aurich was in Oost-Friesland een luthers bastion. Vanaf 1685 vestigden zich hugenoten in de stad, maar pas in de Franse tijd kregen de calvinisten een eigen kerkgebouw. De bouw werd mede mogelijk gemaakt door een subsidie van Napoleon. De architect, Conrad Bernhard Meyer (1755-1830), kwam zelf uit Aurich.

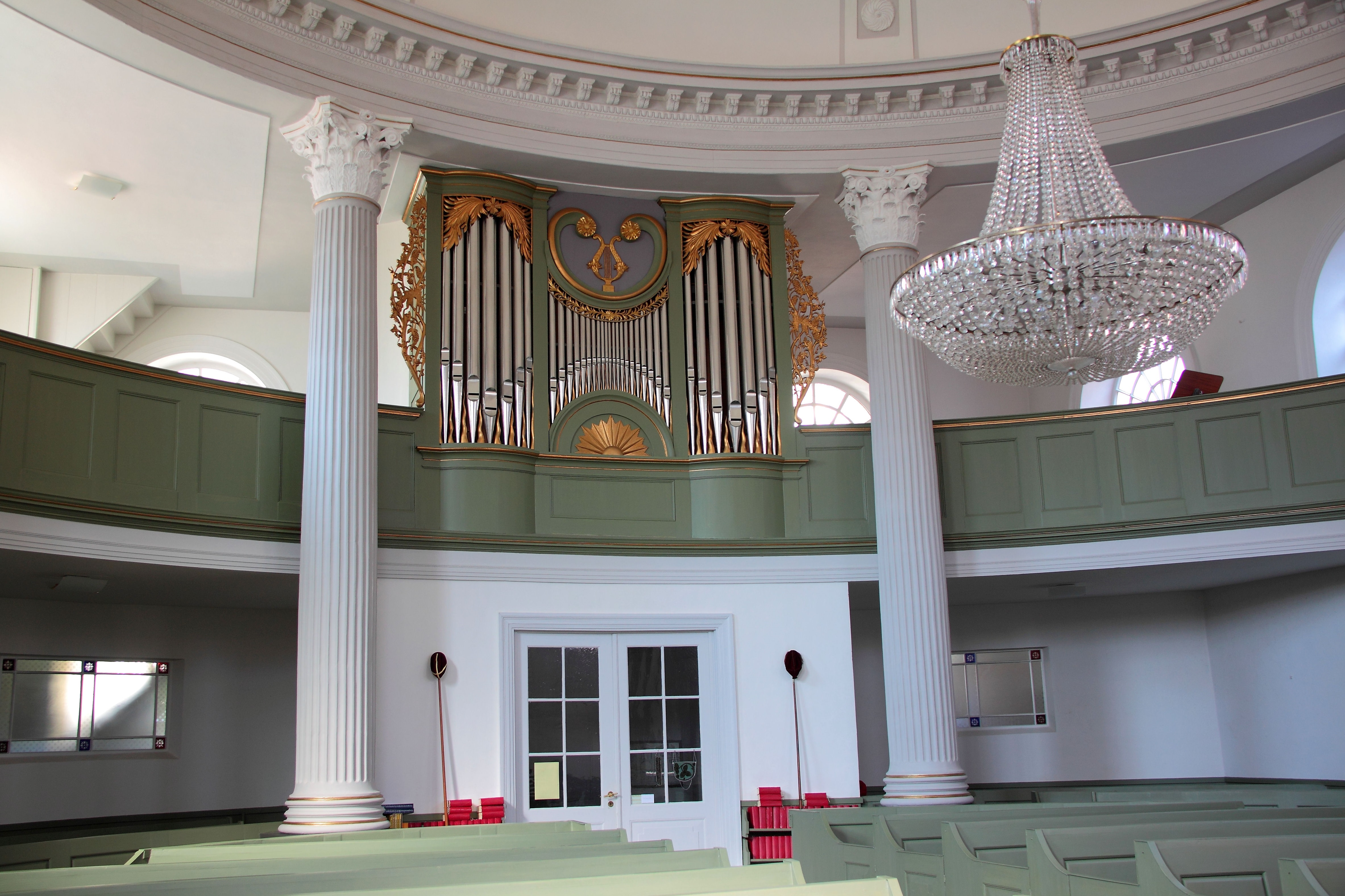
Orgel

Het kerkorgel uit 1838 is van de hand van Gerd Sieben Janssen. Het werd in 2003 gerenoveerd door de Nederlandse orgelbouwer Winald van der Putten uit Winschoten.